# Coupe d'Europe des régions de rugby à XV
La Coupe d'Europe des régions, créée en 2001, était une compétition de rugby à XV réservée aux amateurs à laquelle participaient les meilleures équipes régionales des pays européens. Répartis en 7 poules de trois et 1 poule de quatre, les 25 comités territoriaux français disputaient la première saison, dans un premier temps, une épreuve baptisée Coupe de la Fédération et réservée à des sélections d'amateurs (Elite et Nationale 1) de plus de 19 ans. Trois matches de poule (aller uniquement) qualifiaient le premier pour les quarts de finale et, en même temps, pour la première Coupe d'Europe amateur. Celle-ci regroupait seize équipes, soit les huit qualifiées françaises plus deux représentants de l'Italie (Émilie-Romagne et Vénétie), deux de l'Espagne (Basques et Catalans), Allemagne, Pays-Bas, Belgique et Portugal pour la première édition. Ces nations procédaient également aux éliminatoires internes afin de présenter leur(s) qualifié(s) en septembre 2001. Il ne pouvait y avoir plus de 7 internationaux par équipe. Elle a disparu en 2006 au profit de la Coupe d'Europe des clubs.

## Palmarès

### Édition 2001
|  | Huitièmes de finale        | Huitièmes de finale    |                     |     | Quarts de finale              | Quarts de finale              |  |  | Demi-finales                | Demi-finales                |  |  | Finale           | Finale           |
|  | Huitièmes de finale        | Huitièmes de finale    |                     |     | Quarts de finale              | Quarts de finale              |  |  | Demi-finales                | Demi-finales                |  |  | Finale           | Finale           |
|  |                            |                        |                     |     |                               |                               |  |  |                             |                             |  |  |                  |                  |
|  | 7 octobre 2001             | 7 octobre 2001         |                     |     | le 11 novembre 2001 à Blagnac | le 11 novembre 2001 à Blagnac |  |  | 26 novembre 2001 à Castanet | 26 novembre 2001 à Castanet |  |  | 24 décembre 2001 | 24 décembre 2001 |
|  | 7 octobre 2001             | 7 octobre 2001         |                     |     | le 11 novembre 2001 à Blagnac | le 11 novembre 2001 à Blagnac |  |  | 26 novembre 2001 à Castanet | 26 novembre 2001 à Castanet |  |  | 24 décembre 2001 | 24 décembre 2001 |
|  | Catalogne (ESP)            | 16                     |                     |     | le 11 novembre 2001 à Blagnac | le 11 novembre 2001 à Blagnac |  |  | 26 novembre 2001 à Castanet | 26 novembre 2001 à Castanet |  |  | 24 décembre 2001 | 24 décembre 2001 |
|  | Catalogne (ESP)            | 16                     |                     |     | le 11 novembre 2001 à Blagnac | le 11 novembre 2001 à Blagnac |  |  | 26 novembre 2001 à Castanet | 26 novembre 2001 à Castanet |  |  | 24 décembre 2001 | 24 décembre 2001 |
|  | Midi-Pyrénées (FRA)        | 19                     |                     |     | le 11 novembre 2001 à Blagnac | le 11 novembre 2001 à Blagnac |  |  | 26 novembre 2001 à Castanet | 26 novembre 2001 à Castanet |  |  | 24 décembre 2001 | 24 décembre 2001 |
|  | Midi-Pyrénées (FRA)        | 19                     | Midi-Pyrénées (FRA) | 40  |                               |                               |  |  | 26 novembre 2001 à Castanet | 26 novembre 2001 à Castanet |  |  | 24 décembre 2001 | 24 décembre 2001 |
|  | 2001                       |                        | Midi-Pyrénées (FRA) | 40  |                               |                               |  |  | 26 novembre 2001 à Castanet | 26 novembre 2001 à Castanet |  |  | 24 décembre 2001 | 24 décembre 2001 |
|  |                            | Pays de la Loire (FRA) | 17                  |     |                               |                               |  |  | 26 novembre 2001 à Castanet | 26 novembre 2001 à Castanet |  |  | 24 décembre 2001 | 24 décembre 2001 |
|  | Ligue flamande (BEL)       | Pays de la Loire (FRA) | 17                  | 11  |                               |                               |  |  | 26 novembre 2001 à Castanet | 26 novembre 2001 à Castanet |  |  | 24 décembre 2001 | 24 décembre 2001 |
|  | Ligue flamande (BEL)       | 2001                   |                     | 11  |                               |                               |  |  | 26 novembre 2001 à Castanet | 26 novembre 2001 à Castanet |  |  | 24 décembre 2001 | 24 décembre 2001 |
|  | Pays de la Loire (FRA)     | 31                     |                     |     |                               |                               |  |  | 26 novembre 2001 à Castanet | 26 novembre 2001 à Castanet |  |  | 24 décembre 2001 | 24 décembre 2001 |
|  | Pays de la Loire (FRA)     | 31                     | Midi-Pyrénées (FRA) | 21  |                               |                               |  |  |                             |                             |  |  | 24 décembre 2001 | 24 décembre 2001 |
|  | 2001                       |                        | Midi-Pyrénées (FRA) | 21  |                               |                               |  |  |                             |                             |  |  | 24 décembre 2001 | 24 décembre 2001 |
|  |                            | Armagnac-Bigorre (FRA) | 16                  |     |                               |                               |  |  |                             |                             |  |  | 24 décembre 2001 | 24 décembre 2001 |
|  | Bade-Wurtemberg (ALL)      | Armagnac-Bigorre (FRA) | 16                  | 12  |                               |                               |  |  |                             |                             |  |  | 24 décembre 2001 | 24 décembre 2001 |
|  | Bade-Wurtemberg (ALL)      | 26 novembre 2001       |                     | 12  |                               |                               |  |  |                             |                             |  |  | 24 décembre 2001 | 24 décembre 2001 |
|  | Bourgogne (FRA)            | 37                     |                     |     |                               |                               |  |  |                             |                             |  |  | 24 décembre 2001 | 24 décembre 2001 |
|  | Bourgogne (FRA)            | 37                     | Bourgogne (FRA)     | 10  |                               |                               |  |  |                             |                             |  |  | 24 décembre 2001 | 24 décembre 2001 |
|  | 2001                       |                        | Bourgogne (FRA)     | 10  |                               |                               |  |  |                             |                             |  |  | 24 décembre 2001 | 24 décembre 2001 |
|  |                            | Armagnac-Bigorre (FRA) | 15                  |     |                               |                               |  |  |                             |                             |  |  | 24 décembre 2001 | 24 décembre 2001 |
|  | Centre Nord (POR)          | Armagnac-Bigorre (FRA) | 15                  |     |                               |                               |  |  |                             |                             |  |  | 24 décembre 2001 | 24 décembre 2001 |
|  | 2001                       |                        |                     |     |                               |                               |  |  |                             |                             |  |  | 24 décembre 2001 | 24 décembre 2001 |
|  | Armagnac-Bigorre (FRA)     | 40                     |                     |     |                               |                               |  |  |                             |                             |  |  | 24 décembre 2001 | 24 décembre 2001 |
|  | Armagnac-Bigorre (FRA)     | 40                     | Midi-Pyrénées (FRA) | 24  |                               |                               |  |  |                             |                             |  |  |                  |                  |
|  | 7 octobre 2001             |                        | Midi-Pyrénées (FRA) | 24  |                               |                               |  |  |                             |                             |  |  |                  |                  |
|  |                            | Côte d'Argent (FRA)    | 33                  |     |                               |                               |  |  |                             |                             |  |  |                  |                  |
|  | Côte d'Argent (FRA)        | Côte d'Argent (FRA)    | 33                  | 10  |                               |                               |  |  |                             |                             |  |  |                  |                  |
|  | Côte d'Argent (FRA)        |                        |                     | 10  |                               |                               |  |  |                             |                             |  |  |                  |                  |
|  | Pays basque espagnol (ESP) | 3                      |                     |     |                               |                               |  |  |                             |                             |  |  |                  |                  |
|  | Pays basque espagnol (ESP) | 3                      | Côte d'Argent (FRA) | 49  |                               |                               |  |  |                             |                             |  |  |                  |                  |
|  | 2001                       |                        | Côte d'Argent (FRA) | 49  |                               |                               |  |  |                             |                             |  |  |                  |                  |
|  |                            | Provence (FRA)         | 29                  |     |                               |                               |  |  |                             |                             |  |  |                  |                  |
|  | Emilia-Romagna (ITA)       | Provence (FRA)         | 29                  | 21  |                               |                               |  |  |                             |                             |  |  |                  |                  |
|  | Emilia-Romagna (ITA)       | 2001                   |                     | 21  |                               |                               |  |  |                             |                             |  |  |                  |                  |
|  | Provence (FRA)             | 30                     |                     |     |                               |                               |  |  |                             |                             |  |  |                  |                  |
|  | Provence (FRA)             | 30                     | Côte d'Argent (FRA) | 22  |                               |                               |  |  |                             |                             |  |  |                  |                  |
|  | 2001                       |                        | Côte d'Argent (FRA) | 22  |                               |                               |  |  |                             |                             |  |  |                  |                  |
|  |                            | Veneto (ITA)           | 19                  |     |                               |                               |  |  |                             |                             |  |  |                  |                  |
|  | Île-de-France (FRA)        | Veneto (ITA)           | 19                  | 110 |                               |                               |  |  |                             |                             |  |  |                  |                  |
|  | Île-de-France (FRA)        |                        |                     | 110 |                               |                               |  |  |                             |                             |  |  |                  |                  |
|  | Amsterdam (NED)            | 7                      |                     |     |                               |                               |  |  |                             |                             |  |  |                  |                  |
|  | Amsterdam (NED)            | 7                      | Île-de-France (FRA) | 18  |                               |                               |  |  |                             |                             |  |  |                  |                  |
|  | 2001                       |                        | Île-de-France (FRA) | 18  |                               |                               |  |  |                             |                             |  |  |                  |                  |
|  |                            | Veneto (ITA)           | 34                  |     |                               |                               |  |  |                             |                             |  |  |                  |                  |
|  | Lyonnais (FRA)             | Veneto (ITA)           | 34                  | 23  |                               |                               |  |  |                             |                             |  |  |                  |                  |
|  | Lyonnais (FRA)             |                        |                     | 23  |                               |                               |  |  |                             |                             |  |  |                  |                  |
|  | Veneto (ITA)               | 29                     |                     |     |                               |                               |  |  |                             |                             |  |  |                  |                  |
|  | Veneto (ITA)               | 29                     |                     |     |                               |                               |  |  |                             |                             |  |  |                  |                  |

#### Finale
| 24 décembre 2001 | Côte d'Argent (FRA) | 33 - 24 | (FRA) Midi-Pyrénées |  |
| 24 décembre 2001 | Essai(s) : 4        |         | Essai(s) : 3        |  |
| 24 décembre 2001 |                     |         |                     |  |

### Édition 2002

#### Tour préliminaire
| octobre 2002 | (DEN) Danemark Est | 0 - 61 | Adjara (GEO) |  |
| octobre 2002 |                    |        |              |  |
| octobre 2002 |                    |        |              |  |

| octobre 2002 | (LUX) Gutland Luxembourg | 0 - 91 | Russie Est (RUS) |  |
| octobre 2002 |                          |        |                  |  |
| octobre 2002 |                          |        |                  |  |

| octobre 2002 | (ESP) Castille-et-León | 15 - 5 | Veneto (ITA) |  |
| octobre 2002 |                        |        |              |  |
| octobre 2002 |                        |        |              |  |

| octobre 2002 | (ESP) Pays basque espagnol | 31 - 16 | Lazio (ITA) |  |
| octobre 2002 |                            |         |             |  |
| octobre 2002 |                            |         |             |  |

#### Phase finale
Castille-et-León, Pays basque espagnol et Adjara sont qualifiés d'office pour les quarts de finale après le forfait des régions irlandaises et d'une sélection galloise.
|  | Huitièmes de finale        | Huitièmes de finale                |                               |    | Quarts de finale        | Quarts de finale        |  |  | Demi-finales               | Demi-finales               |  |  | Finale                     | Finale                     |
|  | Huitièmes de finale        | Huitièmes de finale                |                               |    | Quarts de finale        | Quarts de finale        |  |  | Demi-finales               | Demi-finales               |  |  | Finale                     | Finale                     |
|  |                            |                                    |                               |    |                         |                         |  |  |                            |                            |  |  |                            |                            |
|  | 13 octobre 2002 à Monino   | 13 octobre 2002 à Monino           |                               |    | 3 novembre 2002 à Céret | 3 novembre 2002 à Céret |  |  | 22 novembre 2002 à Coimbra | 22 novembre 2002 à Coimbra |  |  | 22 décembre 2002 à Pézenas | 22 décembre 2002 à Pézenas |
|  | 13 octobre 2002 à Monino   | 13 octobre 2002 à Monino           |                               |    | 3 novembre 2002 à Céret | 3 novembre 2002 à Céret |  |  | 22 novembre 2002 à Coimbra | 22 novembre 2002 à Coimbra |  |  | 22 décembre 2002 à Pézenas | 22 décembre 2002 à Pézenas |
|  | Russie Ouest (RUS)         | 24                                 |                               |    | 3 novembre 2002 à Céret | 3 novembre 2002 à Céret |  |  | 22 novembre 2002 à Coimbra | 22 novembre 2002 à Coimbra |  |  | 22 décembre 2002 à Pézenas | 22 décembre 2002 à Pézenas |
|  | Russie Ouest (RUS)         | 24                                 |                               |    | 3 novembre 2002 à Céret | 3 novembre 2002 à Céret |  |  | 22 novembre 2002 à Coimbra | 22 novembre 2002 à Coimbra |  |  | 22 décembre 2002 à Pézenas | 22 décembre 2002 à Pézenas |
|  | Roussillon (FRA)           | 26                                 |                               |    | 3 novembre 2002 à Céret | 3 novembre 2002 à Céret |  |  | 22 novembre 2002 à Coimbra | 22 novembre 2002 à Coimbra |  |  | 22 décembre 2002 à Pézenas | 22 décembre 2002 à Pézenas |
|  | Roussillon (FRA)           | 26                                 | Roussillon (FRA)              | 18 |                         |                         |  |  | 22 novembre 2002 à Coimbra | 22 novembre 2002 à Coimbra |  |  | 22 décembre 2002 à Pézenas | 22 décembre 2002 à Pézenas |
|  | 13 octobre 2002            |                                    | Roussillon (FRA)              | 18 |                         |                         |  |  | 22 novembre 2002 à Coimbra | 22 novembre 2002 à Coimbra |  |  | 22 décembre 2002 à Pézenas | 22 décembre 2002 à Pézenas |
|  |                            | Castille-et-León (ESP)             | 17                            |    |                         |                         |  |  | 22 novembre 2002 à Coimbra | 22 novembre 2002 à Coimbra |  |  | 22 décembre 2002 à Pézenas | 22 décembre 2002 à Pézenas |
|  | Castille-et-León (ESP)     | Castille-et-León (ESP)             | 17                            |    |                         |                         |  |  | 22 novembre 2002 à Coimbra | 22 novembre 2002 à Coimbra |  |  | 22 décembre 2002 à Pézenas | 22 décembre 2002 à Pézenas |
|  | 3 novembre 2002 à Vichy    |                                    |                               |    |                         |                         |  |  | 22 novembre 2002 à Coimbra | 22 novembre 2002 à Coimbra |  |  | 22 décembre 2002 à Pézenas | 22 décembre 2002 à Pézenas |
|  |                            |                                    |                               |    |                         |                         |  |  | 22 novembre 2002 à Coimbra | 22 novembre 2002 à Coimbra |  |  | 22 décembre 2002 à Pézenas | 22 décembre 2002 à Pézenas |
|  | Centre Nord (POR)          | 7                                  |                               |    |                         |                         |  |  |                            |                            |  |  | 22 décembre 2002 à Pézenas | 22 décembre 2002 à Pézenas |
|  | Centre Nord (POR)          | 7                                  | 13 octobre 2002 à Krasnoïarsk |    |                         |                         |  |  |                            |                            |  |  | 22 décembre 2002 à Pézenas | 22 décembre 2002 à Pézenas |
|  |                            | Roussillon (FRA)                   | 32                            |    |                         |                         |  |  |                            |                            |  |  | 22 décembre 2002 à Pézenas | 22 décembre 2002 à Pézenas |
|  | Russie Est (RUS)           | Roussillon (FRA)                   | 32                            | 26 |                         |                         |  |  |                            |                            |  |  | 22 décembre 2002 à Pézenas | 22 décembre 2002 à Pézenas |
|  | Russie Est (RUS)           | 23 novembre 2002 à Batoumi         |                               | 26 |                         |                         |  |  |                            |                            |  |  | 22 décembre 2002 à Pézenas | 22 décembre 2002 à Pézenas |
|  | Auvergne (FRA)             | 32                                 |                               |    |                         |                         |  |  |                            |                            |  |  | 22 décembre 2002 à Pézenas | 22 décembre 2002 à Pézenas |
|  | Auvergne (FRA)             | 32                                 | Auvergne (FRA)                | 33 |                         |                         |  |  |                            |                            |  |  | 22 décembre 2002 à Pézenas | 22 décembre 2002 à Pézenas |
|  | 13 octobre 2002 à Coimbra  |                                    | Auvergne (FRA)                | 33 |                         |                         |  |  |                            |                            |  |  | 22 décembre 2002 à Pézenas | 22 décembre 2002 à Pézenas |
|  |                            | Centre Nord (POR)                  | 33                            |    |                         |                         |  |  |                            |                            |  |  | 22 décembre 2002 à Pézenas | 22 décembre 2002 à Pézenas |
|  | Centre Nord (POR)          | Centre Nord (POR)                  | 33                            | 29 |                         |                         |  |  |                            |                            |  |  | 22 décembre 2002 à Pézenas | 22 décembre 2002 à Pézenas |
|  | Centre Nord (POR)          | 3 novembre 2002 à Chalon-sur-Saône |                               | 29 |                         |                         |  |  |                            |                            |  |  | 22 décembre 2002 à Pézenas | 22 décembre 2002 à Pézenas |
|  | Welsh District (GBR)       | 15                                 |                               |    |                         |                         |  |  |                            |                            |  |  | 22 décembre 2002 à Pézenas | 22 décembre 2002 à Pézenas |
|  | Welsh District (GBR)       | 15                                 | Roussillon (FRA)              | 15 |                         |                         |  |  |                            |                            |  |  |                            |                            |
|  | 13 octobre 2002            |                                    | Roussillon (FRA)              | 15 |                         |                         |  |  |                            |                            |  |  |                            |                            |
|  |                            | Provence (FRA)                     | 9                             |    |                         |                         |  |  |                            |                            |  |  |                            |                            |
|  | Adjara (GEO)               | Provence (FRA)                     | 9                             |    |                         |                         |  |  |                            |                            |  |  |                            |                            |
|  |                            |                                    |                               |    |                         |                         |  |  |                            |                            |  |  |                            |                            |
|  |                            |                                    |                               |    |                         |                         |  |  |                            |                            |  |  |                            |                            |
|  | Adjara (GEO)               | 13                                 |                               |    |                         |                         |  |  |                            |                            |  |  |                            |                            |
|  | Adjara (GEO)               | 13                                 | 13 octobre 2002 à Varsovie    |    |                         |                         |  |  |                            |                            |  |  |                            |                            |
|  |                            | Bourgogne (FRA)                    | 9                             |    |                         |                         |  |  |                            |                            |  |  |                            |                            |
|  | Mazovie (POL)              | Bourgogne (FRA)                    | 9                             | 5  |                         |                         |  |  |                            |                            |  |  |                            |                            |
|  | Mazovie (POL)              | 3 novembre 2002 à Bédarrides       |                               | 5  |                         |                         |  |  |                            |                            |  |  |                            |                            |
|  | Bourgogne (FRA)            | 58                                 |                               |    |                         |                         |  |  |                            |                            |  |  |                            |                            |
|  | Bourgogne (FRA)            | 58                                 | Adjara (GEO)                  | 16 |                         |                         |  |  |                            |                            |  |  |                            |                            |
|  | 13 octobre 2002            |                                    | Adjara (GEO)                  | 16 |                         |                         |  |  |                            |                            |  |  |                            |                            |
|  |                            | Provence (FRA)                     | 25                            |    |                         |                         |  |  |                            |                            |  |  |                            |                            |
|  | Pays basque espagnol (ESP) | Provence (FRA)                     | 25                            |    |                         |                         |  |  |                            |                            |  |  |                            |                            |
|  |                            |                                    |                               |    |                         |                         |  |  |                            |                            |  |  |                            |                            |
|  |                            |                                    |                               |    |                         |                         |  |  |                            |                            |  |  |                            |                            |
|  | Pays basque espagnol (ESP) | 7                                  |                               |    |                         |                         |  |  |                            |                            |  |  |                            |                            |
|  | Pays basque espagnol (ESP) | 7                                  | 13 octobre 2002 à Prague      |    |                         |                         |  |  |                            |                            |  |  |                            |                            |
|  |                            | Provence (FRA)                     | 40                            |    |                         |                         |  |  |                            |                            |  |  |                            |                            |
|  | Bohême (CZE)               | Provence (FRA)                     | 40                            | 12 |                         |                         |  |  |                            |                            |  |  |                            |                            |
|  | Bohême (CZE)               |                                    |                               | 12 |                         |                         |  |  |                            |                            |  |  |                            |                            |
|  | Provence (FRA)             | 56                                 |                               |    |                         |                         |  |  |                            |                            |  |  |                            |                            |
|  | Provence (FRA)             | 56                                 |                               |    |                         |                         |  |  |                            |                            |  |  |                            |                            |

#### Finale
| 22 décembre 2002 15 h 00 | Roussillon (FRA) | 15 - 9 ap (9 - 6) | (FRA) Provence                                                                                              | Pézenas 2,500 spectateurs Arbitre : D. McHugh |
| 22 décembre 2002 15 h 00 | Pénalité(s) : Bruzy (3e, 18e, 85e, 91e) Drop(s) : Bruzy (31e) Carton(s) jaune(s) : Marty (10e) Carton(s) rouge(s) : Guarrigenc (27e) |                   | Pénalité(s) : Teixeira (10e, 35e, 84e) Carton(s) jaune(s) : Veyron (27e) Carton(s) rouge(s) : Chorlet (38e) | Pézenas 2,500 spectateurs Arbitre : D. McHugh |
| 22 décembre 2002 15 h 00 | |                   | | Pézenas 2,500 spectateurs Arbitre : D. McHugh |

### Édition 2003

#### Tour préliminaire
Les matchs se déroulent entre le 25 mai et le 21 juin.
| 2003 | Région de Riga (LAT) | 11 - 43 | Centre Nord-Portugal (POR) |  |
| 2003 |                      |         |                            |  |
| 2003 |                      |         |                            |  |

| 2003 | Kharkov (UKR) | 13 - 24 | Adjara (GEO) |  |
| 2003 |               |         |              |  |
| 2003 |               |         |              |  |

| 2003 | Ljubljana (SLO) | 12 - 58 | Castille-et-León (ESP) |  |
| 2003 |                 |         |                        |  |
| 2003 |                 |         |                        |  |

| 2003 | Esztergom (HUN) | 17 - 62 | Euskadi (ESP) |  |
| 2003 |                 |         |               |  |
| 2003 |                 |         |               |  |

| 2003 | Poméranie (POL) | 13 - 55 | Podmoskovye-Russie (RUS) |  |
| 2003 |                 |         |                          |  |
| 2003 |                 |         |                          |  |

| 2003 | Région Ouest Pays-Bas (NED) | 3 - 80 | Lombardie (ITA) |  |
| 2003 |                             |        |                 |  |
| 2003 |                             |        |                 |  |

#### Tour final
Les matchs se déroulent entre les 11 et 12 octobre.
Podmoskovye-Russie et Adjara sont qualifiés directement pour les 1/4.
| octobre 2003 | Lombardie (ITA) | 6 - 12 | Euskadi (ESP) |  |
| octobre 2003 |                 |        |               |  |
| octobre 2003 |                 |        |               |  |

| octobre 2003 | Castille-et-León (ESP) | 19 - 21 | Centre Nord-Portugal (POR) |  |
| octobre 2003 |                        |         |                            |  |
| octobre 2003 |                        |         |                            |  |

#### Phase finale
|  | Quarts de finale           | Quarts de finale          |                 |         | Demi-finales             | Demi-finales             |  |  | Finale                   | Finale                   |
|  | Quarts de finale           | Quarts de finale          |                 |         | Demi-finales             | Demi-finales             |  |  | Finale                   | Finale                   |
|  |                            |                           |                 |         |                          |                          |  |  |                          |                          |
|  | 2 novembre 2003            | 2 novembre 2003           |                 |         | 22 novembre 2003 à Nimes | 22 novembre 2003 à Nimes |  |  | 21 décembre 2003 à Lunel | 21 décembre 2003 à Lunel |
|  | 2 novembre 2003            | 2 novembre 2003           |                 |         | 22 novembre 2003 à Nimes | 22 novembre 2003 à Nimes |  |  | 21 décembre 2003 à Lunel | 21 décembre 2003 à Lunel |
|  | Adjara (GEO)               | 31                        |                 |         | 22 novembre 2003 à Nimes | 22 novembre 2003 à Nimes |  |  | 21 décembre 2003 à Lunel | 21 décembre 2003 à Lunel |
|  | Adjara (GEO)               | 31                        |                 |         | 22 novembre 2003 à Nimes | 22 novembre 2003 à Nimes |  |  | 21 décembre 2003 à Lunel | 21 décembre 2003 à Lunel |
|  | Veneto (ITA)               | 0                         |                 |         | 22 novembre 2003 à Nimes | 22 novembre 2003 à Nimes |  |  | 21 décembre 2003 à Lunel | 21 décembre 2003 à Lunel |
|  | Veneto (ITA)               | 0                         | Adjara (GEO)    | Forfait |                          |                          |  |  | 21 décembre 2003 à Lunel | 21 décembre 2003 à Lunel |
|  | 2 novembre 2003 à Eibar    |                           | Adjara (GEO)    | Forfait |                          |                          |  |  | 21 décembre 2003 à Lunel | 21 décembre 2003 à Lunel |
|  |                            | Provence (FRA)            |                 |         |                          |                          |  |  | 21 décembre 2003 à Lunel | 21 décembre 2003 à Lunel |
|  | Euskadi (ESP)              | 13                        |                 |         |                          |                          |  |  | 21 décembre 2003 à Lunel | 21 décembre 2003 à Lunel |
|  | Euskadi (ESP)              | 13                        |                 |         |                          |                          |  |  | 21 décembre 2003 à Lunel | 21 décembre 2003 à Lunel |
|  | Provence (FRA)             | 19                        |                 |         |                          |                          |  |  | 21 décembre 2003 à Lunel | 21 décembre 2003 à Lunel |
|  | Provence (FRA)             | 19                        | Provence (FRA)  | 23      |                          |                          |  |  |                          |                          |
|  | 2 novembre 2003 à Moscou   |                           | Provence (FRA)  | 23      |                          |                          |  |  |                          |                          |
|  |                            | Roussillon (FRA)          | 25              |         |                          |                          |  |  |                          |                          |
|  | Podmoskovye-Russie (RUS)   | Roussillon (FRA)          | 25              | 27      |                          |                          |  |  |                          |                          |
|  | Podmoskovye-Russie (RUS)   | 22 novembre 2003 à Beaune |                 | 27      |                          |                          |  |  |                          |                          |
|  | Bourgogne (FRA)            | 28ap                      |                 |         |                          |                          |  |  |                          |                          |
|  | Bourgogne (FRA)            | 28ap                      | Bourgogne (FRA) | 19      |                          |                          |  |  |                          |                          |
|  | 2 novembre 2003 à Lousã    |                           | Bourgogne (FRA) | 19      |                          |                          |  |  |                          |                          |
|  |                            | Roussillon (FRA)          | 36              |         |                          |                          |  |  |                          |                          |
|  | Centre Nord-Portugal (POR) | Roussillon (FRA)          | 36              | 14      |                          |                          |  |  |                          |                          |
|  | Centre Nord-Portugal (POR) |                           |                 | 14      |                          |                          |  |  |                          |                          |
|  | Roussillon (FRA)           | 51                        |                 |         |                          |                          |  |  |                          |                          |
|  | Roussillon (FRA)           | 51                        |                 |         |                          |                          |  |  |                          |                          |

#### Finale
| 21 décembre 2003 | Roussillon (FRA) | 25 - 23 (12 - 8) | (FRA) Provence | Lunel 1 850 spectateurs Arbitre : G. De Santis |
| 21 décembre 2003 | Essai(s) : Enrique (84e) Transformation(s) : Enrique (84e) Pénalité(s) : Bruzy (3e, 12e, 15e, 40e, 47e, 50e) Carton(s) jaune(s) : Pous (59e) |                  | Essai(s) : Escande (19e), Mendez (66e), Gasperi (73e) Transformation(s) : Teixeira (66e) Pénalité(s) : Teixeira (21e) Drop(s) : Teixeira (77e) Carton(s) jaune(s) : De Rougemont (53e) Carton(s) rouge(s) : De Rougemont (84e) | Lunel 1 850 spectateurs Arbitre : G. De Santis |
| 21 décembre 2003 | |                  | | Lunel 1 850 spectateurs Arbitre : G. De Santis |

### Édition 2004

#### Tour préliminaire
| 2004 | Ligue belge francophone (BEL) | 21 - 24 | Suisse Nord (SUI) |  |
| 2004 |                               |         |                   |  |
| 2004 |                               |         |                   |  |

#### Phase finale
|  | Huitièmes de finale              | Huitièmes de finale    |      |  | Quarts de finale       | Quarts de finale       |  |  | Demi-finales              | Demi-finales              |  |  | Finale                    | Finale                    |
|  | Huitièmes de finale              | Huitièmes de finale    |      |  | Quarts de finale       | Quarts de finale       |  |  | Demi-finales              | Demi-finales              |  |  | Finale                    | Finale                    |
|  |                                  |                        |      |  |                        |                        |  |  |                           |                           |  |  |                           |                           |
|  | 2004                             | 2004                   |      |  | 9 octobre 2004 à Eibar | 9 octobre 2004 à Eibar |  |  | 27 novembre 2004 à Beaune | 27 novembre 2004 à Beaune |  |  | 19 décembre 2004 à Hyères | 19 décembre 2004 à Hyères |
|  | 2004                             | 2004                   |      |  | 9 octobre 2004 à Eibar | 9 octobre 2004 à Eibar |  |  | 27 novembre 2004 à Beaune | 27 novembre 2004 à Beaune |  |  | 19 décembre 2004 à Hyères | 19 décembre 2004 à Hyères |
|  |                                  |                        |      |  | 9 octobre 2004 à Eibar | 9 octobre 2004 à Eibar |  |  | 27 novembre 2004 à Beaune | 27 novembre 2004 à Beaune |  |  | 19 décembre 2004 à Hyères | 19 décembre 2004 à Hyères |
|  |                                  |                        |      |  | 9 octobre 2004 à Eibar | 9 octobre 2004 à Eibar |  |  | 27 novembre 2004 à Beaune | 27 novembre 2004 à Beaune |  |  | 19 décembre 2004 à Hyères | 19 décembre 2004 à Hyères |
|  |                                  |                        |      |  | 9 octobre 2004 à Eibar | 9 octobre 2004 à Eibar |  |  | 27 novembre 2004 à Beaune | 27 novembre 2004 à Beaune |  |  | 19 décembre 2004 à Hyères | 19 décembre 2004 à Hyères |
|  | Pays basque espagnol (ESP)       | 9                      |      |  |                        |                        |  |  | 27 novembre 2004 à Beaune | 27 novembre 2004 à Beaune |  |  | 19 décembre 2004 à Hyères | 19 décembre 2004 à Hyères |
|  | Pays basque espagnol (ESP)       | 9                      | 2004 |  |                        |                        |  |  | 27 novembre 2004 à Beaune | 27 novembre 2004 à Beaune |  |  | 19 décembre 2004 à Hyères | 19 décembre 2004 à Hyères |
|  |                                  | Bourgogne (FRA)        | 10   |  |                        |                        |  |  | 27 novembre 2004 à Beaune | 27 novembre 2004 à Beaune |  |  | 19 décembre 2004 à Hyères | 19 décembre 2004 à Hyères |
|  |                                  | Bourgogne (FRA)        | 10   |  |                        |                        |  |  | 27 novembre 2004 à Beaune | 27 novembre 2004 à Beaune |  |  | 19 décembre 2004 à Hyères | 19 décembre 2004 à Hyères |
|  | 9 octobre 2004 à Rivesaltes      |                        |      |  |                        |                        |  |  | 27 novembre 2004 à Beaune | 27 novembre 2004 à Beaune |  |  | 19 décembre 2004 à Hyères | 19 décembre 2004 à Hyères |
|  |                                  |                        |      |  |                        |                        |  |  | 27 novembre 2004 à Beaune | 27 novembre 2004 à Beaune |  |  | 19 décembre 2004 à Hyères | 19 décembre 2004 à Hyères |
|  | Bourgogne (FRA)                  | 19                     |      |  |                        |                        |  |  |                           |                           |  |  | 19 décembre 2004 à Hyères | 19 décembre 2004 à Hyères |
|  | Bourgogne (FRA)                  | 19                     | 2004 |  |                        |                        |  |  |                           |                           |  |  | 19 décembre 2004 à Hyères | 19 décembre 2004 à Hyères |
|  |                                  | Roussillon (FRA)       | 6    |  |                        |                        |  |  |                           |                           |  |  | 19 décembre 2004 à Hyères | 19 décembre 2004 à Hyères |
|  |                                  | Roussillon (FRA)       | 6    |  |                        |                        |  |  |                           |                           |  |  | 19 décembre 2004 à Hyères | 19 décembre 2004 à Hyères |
|  | 28 novembre 2004 à Châteaurenard |                        |      |  |                        |                        |  |  |                           |                           |  |  | 19 décembre 2004 à Hyères | 19 décembre 2004 à Hyères |
|  |                                  |                        |      |  |                        |                        |  |  |                           |                           |  |  | 19 décembre 2004 à Hyères | 19 décembre 2004 à Hyères |
|  | Roussillon (FRA)                 | 55                     |      |  |                        |                        |  |  |                           |                           |  |  | 19 décembre 2004 à Hyères | 19 décembre 2004 à Hyères |
|  | Roussillon (FRA)                 | 55                     | 2004 |  |                        |                        |  |  |                           |                           |  |  | 19 décembre 2004 à Hyères | 19 décembre 2004 à Hyères |
|  |                                  | Castille-et-León (ESP) | 10   |  |                        |                        |  |  |                           |                           |  |  | 19 décembre 2004 à Hyères | 19 décembre 2004 à Hyères |
|  |                                  | Castille-et-León (ESP) | 10   |  |                        |                        |  |  |                           |                           |  |  | 19 décembre 2004 à Hyères | 19 décembre 2004 à Hyères |
|  | 31 octobre 2004 à Oporto         |                        |      |  |                        |                        |  |  |                           |                           |  |  | 19 décembre 2004 à Hyères | 19 décembre 2004 à Hyères |
|  |                                  |                        |      |  |                        |                        |  |  |                           |                           |  |  | 19 décembre 2004 à Hyères | 19 décembre 2004 à Hyères |
|  | Bourgogne (FRA)                  | 18                     |      |  |                        |                        |  |  |                           |                           |  |  |                           |                           |
|  | Bourgogne (FRA)                  | 18                     | 2004 |  |                        |                        |  |  |                           |                           |  |  |                           |                           |
|  |                                  | Provence (FRA)         | 24   |  |                        |                        |  |  |                           |                           |  |  |                           |                           |
|  |                                  | Provence (FRA)         | 24   |  |                        |                        |  |  |                           |                           |  |  |                           |                           |
|  |                                  |                        |      |  |                        |                        |  |  |                           |                           |  |  |                           |                           |
|  |                                  |                        |      |  |                        |                        |  |  |                           |                           |  |  |                           |                           |
|  | Lisbonne (POR)                   | 7                      |      |  |                        |                        |  |  |                           |                           |  |  |                           |                           |
|  | Lisbonne (POR)                   | 7                      | 2004 |  |                        |                        |  |  |                           |                           |  |  |                           |                           |
|  |                                  | Provence (FRA)         | 55   |  |                        |                        |  |  |                           |                           |  |  |                           |                           |
|  |                                  | Provence (FRA)         | 55   |  |                        |                        |  |  |                           |                           |  |  |                           |                           |
|  | 6 novembre 2004 à Riga           |                        |      |  |                        |                        |  |  |                           |                           |  |  |                           |                           |
|  |                                  |                        |      |  |                        |                        |  |  |                           |                           |  |  |                           |                           |
|  | Provence (FRA)                   | 47                     |      |  |                        |                        |  |  |                           |                           |  |  |                           |                           |
|  | Provence (FRA)                   | 47                     | 2004 |  |                        |                        |  |  |                           |                           |  |  |                           |                           |
|  |                                  | Riga (LAT)             | 0    |  |                        |                        |  |  |                           |                           |  |  |                           |                           |
|  |                                  | Riga (LAT)             | 0    |  |                        |                        |  |  |                           |                           |  |  |                           |                           |
|  |                                  |                        |      |  |                        |                        |  |  |                           |                           |  |  |                           |                           |
|  |                                  |                        |      |  |                        |                        |  |  |                           |                           |  |  |                           |                           |
|  | Lettonie (LVA)                   | 18                     |      |  |                        |                        |  |  |                           |                           |  |  |                           |                           |
|  | Lettonie (LVA)                   | 18                     | 2004 |  |                        |                        |  |  |                           |                           |  |  |                           |                           |
|  |                                  | Fili Moscou (RUS)      | 10   |  |                        |                        |  |  |                           |                           |  |  |                           |                           |
|  |                                  | Fili Moscou (RUS)      | 10   |  |                        |                        |  |  |                           |                           |  |  |                           |                           |
|  |                                  |                        |      |  |                        |                        |  |  |                           |                           |  |  |                           |                           |
|  |                                  |                        |      |  |                        |                        |  |  |                           |                           |  |  |                           |                           |
|  |                                  |                        |      |  |                        |                        |  |  |                           |                           |  |  |                           |                           |

#### Finale
| 19 décembre 2004 15 h 00 | Bourgogne (FRA) | 18 - 24 (9 - 12) | (FRA) Provence                                                                      | Hyères 300 spectateurs Arbitre : J. Jutge |
| 19 décembre 2004 15 h 00 | Essai(s) : Bourdeaux (21e), Chavet (42e) Transformation(s) : Savre (42e) Pénalité(s) : Savre (54e) Drop(s) : Taponard (79e) Carton(s) jaune(s) : Aguilar (92e) |                  | Pénalité(s) : Teixeira (4e, 29e, 45e, 61e, 85e, 92e, 100e) Drop(s) : Teixeira (16e) | Hyères 300 spectateurs Arbitre : J. Jutge |
| 19 décembre 2004 15 h 00 | |                  |                                                                                     | Hyères 300 spectateurs Arbitre : J. Jutge |

### Édition 2005
|  | Huitièmes de finale              | Huitièmes de finale              |                          |    | Quarts de finale         | Quarts de finale         |  |  | Demi-finales               | Demi-finales               |  |  | Finale                    | Finale                    |
|  | Huitièmes de finale              | Huitièmes de finale              |                          |    | Quarts de finale         | Quarts de finale         |  |  | Demi-finales               | Demi-finales               |  |  | Finale                    | Finale                    |
|  |                                  |                                  |                          |    |                          |                          |  |  |                            |                            |  |  |                           |                           |
|  | 8 octobre 2005 à Saint-Sébastien | 8 octobre 2005 à Saint-Sébastien |                          |    | 29 octobre 2005 à Oloron | 29 octobre 2005 à Oloron |  |  | 26 novembre 2005 à Gaillac | 26 novembre 2005 à Gaillac |  |  | 17 décembre 2005 à Cahors | 17 décembre 2005 à Cahors |
|  | 8 octobre 2005 à Saint-Sébastien | 8 octobre 2005 à Saint-Sébastien |                          |    | 29 octobre 2005 à Oloron | 29 octobre 2005 à Oloron |  |  | 26 novembre 2005 à Gaillac | 26 novembre 2005 à Gaillac |  |  | 17 décembre 2005 à Cahors | 17 décembre 2005 à Cahors |
|  | Pays basque espagnol (ESP)       | 18                               |                          |    | 29 octobre 2005 à Oloron | 29 octobre 2005 à Oloron |  |  | 26 novembre 2005 à Gaillac | 26 novembre 2005 à Gaillac |  |  | 17 décembre 2005 à Cahors | 17 décembre 2005 à Cahors |
|  | Pays basque espagnol (ESP)       | 18                               |                          |    | 29 octobre 2005 à Oloron | 29 octobre 2005 à Oloron |  |  | 26 novembre 2005 à Gaillac | 26 novembre 2005 à Gaillac |  |  | 17 décembre 2005 à Cahors | 17 décembre 2005 à Cahors |
|  | Midi-Pyrénées (FRA)              | 26                               |                          |    | 29 octobre 2005 à Oloron | 29 octobre 2005 à Oloron |  |  | 26 novembre 2005 à Gaillac | 26 novembre 2005 à Gaillac |  |  | 17 décembre 2005 à Cahors | 17 décembre 2005 à Cahors |
|  | Midi-Pyrénées (FRA)              | 26                               | Midi-Pyrénées (FRA)      | 30 |                          |                          |  |  | 26 novembre 2005 à Gaillac | 26 novembre 2005 à Gaillac |  |  | 17 décembre 2005 à Cahors | 17 décembre 2005 à Cahors |
|  | 9 octobre 2005 à Séville         |                                  | Midi-Pyrénées (FRA)      | 30 |                          |                          |  |  | 26 novembre 2005 à Gaillac | 26 novembre 2005 à Gaillac |  |  | 17 décembre 2005 à Cahors | 17 décembre 2005 à Cahors |
|  |                                  | Béarn (FRA)                      | 24                       |    |                          |                          |  |  | 26 novembre 2005 à Gaillac | 26 novembre 2005 à Gaillac |  |  | 17 décembre 2005 à Cahors | 17 décembre 2005 à Cahors |
|  | Andalousie (ESP)                 | Béarn (FRA)                      | 24                       | 12 |                          |                          |  |  | 26 novembre 2005 à Gaillac | 26 novembre 2005 à Gaillac |  |  | 17 décembre 2005 à Cahors | 17 décembre 2005 à Cahors |
|  | Andalousie (ESP)                 | 2005                             |                          | 12 |                          |                          |  |  | 26 novembre 2005 à Gaillac | 26 novembre 2005 à Gaillac |  |  | 17 décembre 2005 à Cahors | 17 décembre 2005 à Cahors |
|  | Béarn (FRA)                      | 26                               |                          |    |                          |                          |  |  | 26 novembre 2005 à Gaillac | 26 novembre 2005 à Gaillac |  |  | 17 décembre 2005 à Cahors | 17 décembre 2005 à Cahors |
|  | Béarn (FRA)                      | 26                               | Midi-Pyrénées (FRA)      | 27 |                          |                          |  |  |                            |                            |  |  | 17 décembre 2005 à Cahors | 17 décembre 2005 à Cahors |
|  | 2005                             |                                  | Midi-Pyrénées (FRA)      | 27 |                          |                          |  |  |                            |                            |  |  | 17 décembre 2005 à Cahors | 17 décembre 2005 à Cahors |
|  |                                  | Tbilissi (GEO)                   | 13                       |    |                          |                          |  |  |                            |                            |  |  | 17 décembre 2005 à Cahors | 17 décembre 2005 à Cahors |
|  | Tbilissi (GEO)                   | Tbilissi (GEO)                   | 13                       |    |                          |                          |  |  |                            |                            |  |  | 17 décembre 2005 à Cahors | 17 décembre 2005 à Cahors |
|  | 17 novembre 2005 à Chagny        |                                  |                          |    |                          |                          |  |  |                            |                            |  |  | 17 décembre 2005 à Cahors | 17 décembre 2005 à Cahors |
|  |                                  |                                  |                          |    |                          |                          |  |  |                            |                            |  |  | 17 décembre 2005 à Cahors | 17 décembre 2005 à Cahors |
|  | Tbilissi (GEO)                   |                                  |                          |    |                          |                          |  |  |                            |                            |  |  | 17 décembre 2005 à Cahors | 17 décembre 2005 à Cahors |
|  | 2005                             |                                  |                          |    |                          |                          |  |  |                            |                            |  |  | 17 décembre 2005 à Cahors | 17 décembre 2005 à Cahors |
|  |                                  | Région de Moldavie (MDA)         |                          |    |                          |                          |  |  |                            |                            |  |  | 17 décembre 2005 à Cahors | 17 décembre 2005 à Cahors |
|  | Région de Moldavie (MDA)         |                                  |                          |    |                          |                          |  |  |                            |                            |  |  | 17 décembre 2005 à Cahors | 17 décembre 2005 à Cahors |
|  | 29 octobre 2005 à Genève         |                                  |                          |    |                          |                          |  |  |                            |                            |  |  | 17 décembre 2005 à Cahors | 17 décembre 2005 à Cahors |
|  |                                  |                                  |                          |    |                          |                          |  |  |                            |                            |  |  | 17 décembre 2005 à Cahors | 17 décembre 2005 à Cahors |
|  | Midi-Pyrénées (FRA)              | 8                                |                          |    |                          |                          |  |  |                            |                            |  |  |                           |                           |
|  | Midi-Pyrénées (FRA)              | 8                                | 25 juin 2005 à Ljubljana |    |                          |                          |  |  |                            |                            |  |  |                           |                           |
|  |                                  | Provence (FRA)                   | 7                        |    |                          |                          |  |  |                            |                            |  |  |                           |                           |
|  | Région de Ljubljana (SLO)        | Provence (FRA)                   | 7                        | 19 |                          |                          |  |  |                            |                            |  |  |                           |                           |
|  | Région de Ljubljana (SLO)        |                                  |                          | 19 |                          |                          |  |  |                            |                            |  |  |                           |                           |
|  | Canton de Genève (SUI)           | 21                               |                          |    |                          |                          |  |  |                            |                            |  |  |                           |                           |
|  | Canton de Genève (SUI)           | 21                               | Canton de Genève (SUI)   | 3  |                          |                          |  |  |                            |                            |  |  |                           |                           |
|  | 8 octobre 2005 à Valladolid      |                                  | Canton de Genève (SUI)   | 3  |                          |                          |  |  |                            |                            |  |  |                           |                           |
|  |                                  | Bourgogne (FRA)                  | 60                       |    |                          |                          |  |  |                            |                            |  |  |                           |                           |
|  | Castille-et-León (ESP)           | Bourgogne (FRA)                  | 60                       | 14 |                          |                          |  |  |                            |                            |  |  |                           |                           |
|  | Castille-et-León (ESP)           | 29 octobre 2005 à Riga           |                          | 14 |                          |                          |  |  |                            |                            |  |  |                           |                           |
|  | Bourgogne (FRA)                  | 46                               |                          |    |                          |                          |  |  |                            |                            |  |  |                           |                           |
|  | Bourgogne (FRA)                  | 46                               | Bourgogne (FRA)          | 10 |                          |                          |  |  |                            |                            |  |  |                           |                           |
|  | 2 juillet 2005 à Riga            |                                  | Bourgogne (FRA)          | 10 |                          |                          |  |  |                            |                            |  |  |                           |                           |
|  |                                  | Provence (FRA)                   | 15                       |    |                          |                          |  |  |                            |                            |  |  |                           |                           |
|  | Riga District (LAT)              | Provence (FRA)                   | 15                       | 35 |                          |                          |  |  |                            |                            |  |  |                           |                           |
|  | Riga District (LAT)              |                                  |                          | 35 |                          |                          |  |  |                            |                            |  |  |                           |                           |
|  | Ligue belge francophone (BEL)    | 29                               |                          |    |                          |                          |  |  |                            |                            |  |  |                           |                           |
|  | Ligue belge francophone (BEL)    | 29                               | Riga District (LAT)      | 12 |                          |                          |  |  |                            |                            |  |  |                           |                           |
|  | 9 octobre 2005 à Cavaillon       |                                  | Riga District (LAT)      | 12 |                          |                          |  |  |                            |                            |  |  |                           |                           |
|  |                                  | Provence (FRA)                   | 65                       |    |                          |                          |  |  |                            |                            |  |  |                           |                           |
|  | Provence (FRA)                   | Provence (FRA)                   | 65                       | 77 |                          |                          |  |  |                            |                            |  |  |                           |                           |
|  | Provence (FRA)                   |                                  |                          | 77 |                          |                          |  |  |                            |                            |  |  |                           |                           |
|  | Catalogne (ESP)                  | 0                                |                          |    |                          |                          |  |  |                            |                            |  |  |                           |                           |
|  | Catalogne (ESP)                  | 0                                |                          |    |                          |                          |  |  |                            |                            |  |  |                           |                           |

#### Finale
| 17 décembre 2005 | Midi-Pyrénées (FRA)                               | 8 - 7 (5 - 0) | (FRA) Provence                                                                                                   | Cahors 700 spectateurs Arbitre : W. Barnes |
| 17 décembre 2005 | Essai(s) : Soarès (65e) Pénalité(s) : Bonne (43e) |               | Essai(s) : Dufresne (73e) Transformation(s) : Teixeira (73e) Carton(s) jaune(s) : Matheron (26e), Dufresne (56e) | Cahors 700 spectateurs Arbitre : W. Barnes |
| 17 décembre 2005 |                                                   |               | | Cahors 700 spectateurs Arbitre : W. Barnes |